# Distretto di Gevaş
Il distretto di Gevaş (in turco Gevaş ilçesi) è uno dei distretti della provincia di Van, in Turchia.